# 拉戈吉亞恰托峰
46°12′41″N 10°33′19″E / 46.21132°N 10.5552°E
拉戈吉亞恰托峰（義大利語：Punta di Lago Ghiacciato），是意大利的山峰，位於該國北部，由倫巴第大區負責管轄，屬於阿達梅洛-普雷薩內拉阿爾卑斯山脈的一部分，海拔高度3,088米，每年平均降雨量1,357毫米。